# Dongfeng Aeolus AX7
Dongfeng Aeolus AX7 (ранее Dongfeng Fengshen AX7) — компактный кроссовер, выпускаемый компанией DongFeng с 2014 года.

## Первое поколение
Первое поколение автомобилей Dongfeng Aeolus AX7 было представлено на Пекинском автосалоне 2014 года. Продажи начались в октябре 2014 года по ценам от 115700 до 149700 юаней.
За всю историю производства автомобиль оснащался рядными четырёхцилиндровыми бензиновыми двигателями внутреннего сгорания объёмом 2,0—2,3 литра, мощностью 143—173 л. с. и крутящим моментом 189—220 Н⋅м. Каждый двигатель сочетается в паре с механической, автоматической трансмиссией или вариатором. В конце 2016 года был представлен внедорожник Dongfeng Fengdu MX5 по цене от 103500 до 135500 юаней.
Производство завершилось в 2018 году.

### Галерея
- Dongfeng Aeolus AX7
- Dongfeng Fengshen AX7
- Вид сзади
- Рестайлинг передней части
- Рестайлинг задней части
- Dongfeng Fengdu MX5
- Dongfeng Fengdu MX5

## Второе поколение
Второе поколение автомобилей Dongfeng Aeolus AX7 выпускается с августа 2018 года. Продажи начались в сентябре 2018 года в Китае. В сентябре 2020 года автомобиль прошёл рестайлинг и стал называться Aeolus AX7 Pro (с 2022 года Aeolus AX7 Plus / Mach Edition).

### Галерея
- Dongfeng Fengshen (Aeolus) AX7
- Вид спереди
- Вид сзади
- Aeolus AX7 Pro
- Вид сзади
- Aeolus AX7 Plus (Mach Edition)
- Вид сзади